# Alexandru al II-lea Mircea
Alexandru al II-lea Mircea, poreclit Oaie Seacă (n. 3 martie 1529, Transilvania, Regatul Ungariei Răsăritene – d. 11 septembrie 1577, București, Țara Românească), a fost Domn al Țării Românești între iunie 1568 și aprilie 1577, cu o scurtă întrerupere în primăvara lui 1574).

## Viața înainte de domnie
Alexandru al II-lea Mircea a fost fiu al domnului Țării Românești Mircea al III-lea (1509-1510) și nepot al voievodului Țării Românești Mihnea cel Rău (1508-1509), așa cum apare în tabloul de familie din documentul de danie pentru Mănăstirea Sinai: 
[...] Io Alexandru voevod și pe bunicul domniei mele Io Mihnea voevod și pe părintele domniei mele Io Mircea voevod și maica din inimă a domniei mele, doamna Despina și pe frații din inimă ai domniei mele, Io Mihnea voevod și Io Vladul voevod și Io Miloș voevod și Io Petru voevod și Io Mihnea voevod și pe fiul din inimă al domniei mele Io Mihnea voevod [...] .

S-a născut probabil în Transilvania, unde tatăl său era în pribegie cu familia, în așteptarea momentului prielnic să ia tronul. Despre viața de dinainte de domnie există două versiuni, ambele relatate chiar de Alexandru însuși. În prima, păstrată în cronica pictată de la Mănăstirea Bucovăț, mărturisește că a luat domnia la 40 de ani (deci anul probabil al nașterii este 1529) și că a stat în temniță 
[...] de când a murit Pătrașco voievod (Pătrașcu cel Bun, 1557 n.a.) ... până ce a ieșit răposatul Petru voievod (Petru cel Tânăr, 1568 n.a.) din Țara Românească și când am stat domnia mea domn a toată Țara Românească .
 

În textul unei pisanii puse pe o fântână din Ocnele Mari este consemnat că 
[...] am fost în pribegie în Țara Arăpească 20 de ani și în Alep 14 ani, ca într-o închisoare [...] .
 Mai probabilă, în opinia istoricilor, este însă cea de a doua versiune căci, la Constantinopol o cunoaște pe doamna Ecaterina Salvaresso, de origine italiană, cu care se căsătorește în 1558, la Pera. În 1564 se naște unicul lor fiu, Mihnea al II-lea.

## Domnia
Oportunitatea de a accede la tronul strămoșilor săi se ivește în primăvara anului 1568, când sultanul Selim al II-lea, mai mult ca sigur la intervențiile insistente ale lui Mihail Cantacuzino (Șeytan-Oğlu), fratele celui înșelat de Doamna Chiajna și de fiul ei, voievodul Petru cel Tânăr, hotărăște schimbarea domniei în Țara Românească.

Primul act notabil al acestei domnii îl reprezintă o baie de sânge printre boieri, făcută după modelul Mircea Ciobanul. Astfel, în Letopisețul Cantacuzinesc, se menționează că: 
„deci atuncea boiarii câți erau pribegi încă au venit de s-au închiat toți la Alexandru vodă. După aceia trecând 2 luni, iar Alexandru vodă au început de au tăiat mulțime de boiari, anume: Radul logofătul ot Drăgoiești i Mihnea ot Bădeni i sin Udriște vistierul i Tudor ot Bucov i Vladul Caplii i Pătrașcu i Calotă i Stan sin Drăgulețului i Radul stolnicul ot Boldești i Radul sin Socol dvornicul, și alții, mesița septemvrie 1 deni” .
 Același episod este relatat în cuvinte aproape identice și de cronica lui Radu Popescu, însă nici unul dintre cei doi cronicari nu spune nici un cuvânt despre motivația care a stat la baza unui asemenea gest, mai ales că toate numele dezvăluite aparțin taberei dușmane lui Petru cel Tânăr, bucuroasă de noua domnie. Istoricul Ion Donat, în baza atentei studieri a personajelor executate, încearcă să explice gestul ca pe o primă tentativă de a lua domnia a lui Vintilă, fiul lui Pătrașcu cel Bun. Teoria nu pare a fi chiar corectă, căci însuși reputatul istoric, semnalează un document din timpul domniei lui Mihnea Turcitul, fiul lui Alexandru, care face referire la urmașii unuia din capii celor executați, în care se spune: „[...] ca să nu fie păcatul părintelui domniei mele [...]”  (se referă la retrocedarea unui sat al lui Radu logofătul din Drăgoiești soției sale n.a.). Ce păcat ar fi comis executând și confiscând averile celor ce s-au ridicat împotriva domniei, așa cum cerea legea, este greu de spus acum, în lipsa altor informații. Tot pentru a susține că măcelul este cel puțin inexplicabil îl consemnează un document târziu datat 29 iunie 1604 în care se spune: 
„Astfel toți boierii câți au fost pribegi de frica lui Mircea voievod (Mircea Ciobanul n.a.) în Țara Ungurească, toți au venit cu mare veselie în țară, în patria lor și la răposatul Alexandru voievod, ca să slujească domniei lui pentru drepte sate și ațigani și pentru dreptele lor averi ... s-a întâmplat tăierea tuturor boierilor și rea moarte de către răposatul Alexandru voievod. Astfel, câți boieri au rămas ne tăiați, iarăși li s-a întâmplat pribegie peste munți.” .

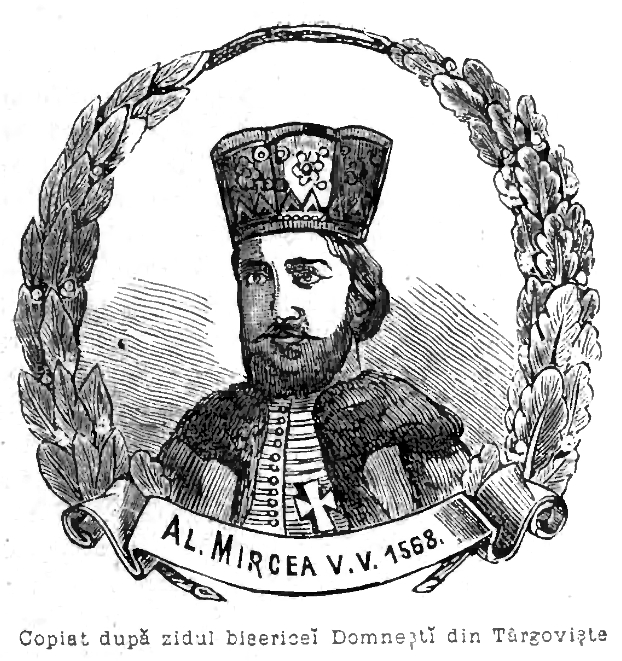
Alexandru al II-lea Mircea - litografie publicată de Dimitrie Papazoglu în anul 1891 după fresca din Biserica Domnești - Târgoviște

În toamna anului 1570 este consemnată o luptă cu un pretendent necunoscut (A.D. Xenopol presupune cu îndreptățire că ar fi fost vorba de o încercare de revenire pe tron a lui Petru cel Tânăr) care are drept urmări un nou val de execuții și exproprieri, 17 dintre capetele celor uciși sunt trimise Înaltei Porți ca trofeu.
În 1573, împreună cu soția sa, Ecaterina Salvaresso, fondează  prima tiparniță din București, la mănăstirea Plumbuita.
Un alt moment important al domniei este obținerea tronului Moldovei de către fratele voievodului Petru Șchiopul în 1574. Pentru a marca momentul, la Săpățeni (localitate în apropiere de Focșani) se organizează o impresionantă petrecere la care au luat parte cei doi voievozi cu boierii lor. Profitând de moment, vornicul Dumbravă, în fruntea unei armate de boieri moldoveni însărcinați să își prezinte omagiile, se alătură domnitorului Moldovei proaspăt mazilit, Ioan Vodă cel Viteaz și ia cu asalt zona. În lipsa unei armate consistente, Alexandru al II-lea și fratele său sunt zdrobiți în lupta care s-a dat la Jiliște, lângă Râmnicu Sărat. În această luptă de supraviețuire își află moartea eroică Albu din Golești, ruda domnului, a cărui piatră tombală de la Mănăstirea Vieroș relatează pe larg evenimentul.
Voievodul muntean este obligat să se retragă la Târgul de Floci unde organizează contra-ofensiva; o armată condusă de Dragomir vornicul, Mitrea comisul, Bratu paharnicul și Ioan pârcălabul înfrânge cetele moldovene ale lui Ioan Vodă cel Cumplit și cuceresc Bucureștiul. Pretendentul adus pe tron este prins și executat, capul lui fiind țintuit pe poarta palatului domnesc. Scena, nu tocmai plăcută, este relatată de Maciej Stryjkowsky care, în călătoria sa, a văzut capul nefericitului Vintilă, domnitorul de 4 zile .
Revenit pe tron impune noi biruri, printre care și birul pe oile sterpe, de la care i se trage și porecla de Oaie Seacă cu care a rămas în  memoria urmașilor.
În 1576 un grup de 70-80 de boieri (40 după opinia lui A.D. Xenopol), nemulțumiți, se duc la Murad al III-lea să ceară o anchetă în țară privind abuzurile domnitorului. Sultanul, în primă fază, cedează jelbuitorilor, apoi, la intervențiile lui Sinan Pașa, protectorul plătit al lui Alexandru, boierii sunt arestați: 10 dintre ei sunt trimiși în țară, plocon domnitorului, restul fiind condamnați la galere. Probabil legat de aceste evenimente se înscrie ridicarea în domnie la Țarigrad (Istanbul) a lui Oprea Găină voievod, identificat cu Oprea din Răteasa (probabil Rătești), episod relatat de un act din 10 iunie 1625 al domnitorului Alexandru Coconul, strănepotul lui Alexandru Mircea .
La începutul anului următor se consemnează un alt pretendent, doctorul Rosso. Ineditul personaj, sprijinit de șapte boieri, jură sultanului că este din neamul Basarabilor, dar și aceștia ajung la galere. Cu această ocazie voievodul muntean primește de la Sinan Pașa o listă de boieri hicleni (reali sau închipuiți) pe care îi execută, fără să mire pe nimeni.
Alexandru Mircea moare pe neașteptate la 15 aprilie 1577 (25 iulie după opinia lui N. Iorga), lăsând pe tron un fiu de numai 11 ani.  La 12 august, sultanul Murad al III-lea, îl anunța pe voievodul Moldovei Petru Șchiopul, unchiul domnitorului copil, că încredințase domnia lui Mihnea, cerându-i să-l sprijine la nevoie . Este înhumat la mănăstirea Sfânta Troiță, din București (pe locul actualei mănăstiri Radu Vodă), ctitorie a voievodului. Piatra tombală, fragmentată, a fost găsită ca suport pentru fântâna din curtea bisericii în urma unor investigații făcute în anii '20 .